# Feuerwehrkommandant (Baden-Württemberg)
Als Feuerwehrkommandant wird  in Baden-Württemberg der Leiter der kommunalen Feuerwehr bezeichnet. Eine der zentralen Rechtsgrundlagen ist Artikel 8 des Landes-Feuerwehrgesetzes (FwG).
Als Abteilungskommandant wird der Leiter einer Orts- bzw. Gemeindeteilfeuerwehr bezeichnet.

## Wahl und Ernennung
Bei ehrenamtlichen, also Freiwilligen Feuerwehren, wählen alle aktiven Mitglieder der Gemeindefeuerwehr den Kommandanten in geheimer Wahl aus ihrer Mitte. Abteilungskommandanten werden durch die Mitglieder der Orts- bzw. Gemeindeteilfeuerwehr gewählt. Eine reguläre Amtszeit dauert 5 Jahre.
Der Bürgermeister kann einen (Abteilungs-)Kommandanten bestellen, wenn innerhalb von drei Monaten nach dem Ausscheiden des bisherigen Kommandanten kein geeigneter Nachfolger gewählt wurde. Diese Bestellung endet mit der Bestätigung eines gewählten Feuerwehrkommandanten. Vor der Ernennung zum (Abteilungs-)Kommandanten bedarf es der Bestätigung durch den Gemeinderat.
Dies gilt auch für die Stellvertreter des/der Kommandanten bzw. Abteilungskommandanten.
Die Bestätigung durch die Gemeinde kann versagt werden, wenn der Gewählte aus fachlichen, gesundheitlichen oder sonstigen Gründen ungeeignet ist. Der Feuerwehrkommandant, die Abteilungskommandanten und die Stellvertreter können vom Gemeinderat nach Anhörung des Feuerwehrausschusses abberufen werden.
Handelt es sich bei dem (Abteilungs-)Kommandanten um einen hauptamtlichen Gemeindemitarbeiter, ist vor der Bestellung der (Abteilungs-)Feuerwehrausschuss zu hören. Dies gilt entsprechend auch für hauptamtliche Stellvertreter.
Beim Vorhandensein einer Einsatzabteilung der Berufsfeuerwehr ist deren verbeamteter Leiter auch der Feuerwehrkommandant.

## Feuerwehrausschuss
Der Feuerwehrausschuss ist von den Mitgliedern der Gemeindefeuerwehr aus ihrer Mitte für 5 Jahre zu wählen. Vorsitzender des Ausschusses ist der Kommandant.
Aufgrund der Satzung ist zu regeln:
- Zusammensetzung
- Wahlverfahren
- Geschäftsordnung
- Vorhandensein von Abteilungsausschüssen

Feuerwehrausschuss bzw. Abteilungsausschuss haben den (Abteilungs-)Kommandanten zu beraten und zu unterstützen. Vor allgemeinen örtlichen Regelungen, die die Gemeindefeuerwehr berühren, ist der Feuerwehrausschuss anzuhören.

## Aufgaben
Der Feuerwehrkommandant ist für die Einsatzbereitschaft und für die Ausbildung der Freiwilligen Feuerwehr verantwortlich. Er berät die Gemeinde in Fragen des abwehrenden Brandschutzes und des technischen Hilfsdienstes. Hierzu muss er eine den örtlichen Gegebenheiten angepasste Alarm- und Ausrückeordnung aufstellen und diese ggf. fortschreiben.
Er bzw. der Abteilungskommandant entscheidet über die Ernennung der Unterführer (Zugführer, Gruppenführer).
Als Vorsitzender des Feuerwehrausschusses, wirkt er an der Aufnahme neuer Mitglieder, deren Entlassung sowie allen wichtigen Entscheidungen des Ausschusses maßgeblich mit.
Auch bei der Bestellung des Kreisbrandmeisters sind alle Feuerwehrkommandanten des entsprechenden Landkreises anzuhören.
Des Weiteren ist er prinzipiell Einsatzleiter bei Einsätzen, bei denen der Schadensort innerhalb seiner Kommune liegt.
Innerhalb eines Zuständigkeitsgebiets einer Werkfeuerwehr leitet grundsätzlich deren Leiter den Einsatz.

## Entschädigung
Freiwillig Feuerwehrdienstleistende Feuerwehrkommandanten und deren Stellvertreter können, neben der Erstattung des Verdienstausfalls, der jedem Feuerwehrdienstleistenden zusteht, eine angemessene Entschädigung und Reisekostenvergütung erhalten. Die Höhe der Entschädigung wird von der Gemeinde festgesetzt.

## Unterstellung
Der Feuerwehrkommandant ist Vorgesetzter der Feuerwehrdienstleistenden seiner Feuerwehr, sie haben den Weisungen des Feuerwehrkommandanten Folge zu leisten.
Vorgesetzter des Kommandanten ist der Hauptverwaltungsbeamte seiner Gemeinde (Bürgermeister bzw. Oberbürgermeister). Aufsichtsbehörden sind die übergeordneten Behörden der Gemeindeordnung (Landkreis, Regierungspräsidium) und deren feuerwehrspezifischen Vertreter: Kreisbrandmeister, Bezirksbrandmeister.

## Befugnisse gegenüber der Bevölkerung
Als Einsatzleiter kann der Feuerwehrkommandant allen an der Einsatzstelle anwesenden Personen, außer Personen, die im Rahmen der Gefahrenabwehr gesetzliche Aufgaben außerhalb des Feuerwehrgesetzes wahrnehmen, Anordnungen erteilen. Dieses Recht kann er auch an beauftragte Personen (z. B. Unterführer) übertragen.
Er ist des Weiteren berechtigt, Personen zur Hilfeleistung heranzuziehen, solange dadurch die Heranzuziehenden nicht erheblich gefährdet werden oder andere wichtige Pflichten verletzen müssen.
Er darf auch Sachen entfernen lassen, die den Einsatz behindern. Er darf ebenso anweisen, dass Einsatzkräfte fremde Gebäude, Grundstücke und Schiffe zur Brandbekämpfung oder Hilfeleistung betreten und benutzen. Eigentümer, Besitzer und sonstige Nutzungsberechtigte haben die vom Einsatzleiter hierzu getroffenen Anordnungen zu befolgen und entsprechende sonstige Maßnahmen zu dulden. Der Einsatzleiter kann Eigentümer, Besitzer und sonstige Nutzungsberechtigte verpflichten, Fahrzeuge, Löschwasser, sonstige Löschmittel und andere zur Brandbekämpfung oder Hilfeleistung geeignete Sachen zur Verfügung zu stellen. Sollten durch eine dieser Maßnahmen Schäden an zur Hilfeleitung eingesetzten Kraftfahrzeugen entstehen oder ein Verdienstausfall der hilfeleistenden Person vorliegen, sind diese dem Betroffenen von der Gemeinde zu ersetzen.
Wer einer vollziehbaren Anordnung des Einsatzleiters nicht, nicht richtig, nicht vollständig oder nicht rechtzeitig nachkommt oder deren Durchführung stört oder einem Platzverweis zuwiderhandelt, handelt ordnungswidrig und kann mit einer Geldbuße belegt werden.
Zur Erfüllung der Aufgaben im Feuerwehreinsatz können, wenn es die Bedingungen des Einsatzes erfordern, folgende Grundrechte einschränken werden:
- körperliche Unversehrtheit, Artikel 2 GG
- Freiheit der Person, Artikel 8 GG
- Freizügigkeit, Artikel 11 GG
- Unverletzlichkeit der Wohnung, Artikel 13 GG
- Eigentum einer Sache, Artikel 14 GG

## Dienstgrad und Kennzeichnungen
Kennzeichnung des Kommandanten und seines Stellvertreters am Dienstanzug:

Stellv. Abteilungskommandant (hier als Hauptlöschmeister im Ehrenamt)
Abteilungskommandant / Stellv. Feuerwehrkommandant (hier als Oberbrandmeister im Ehrenamt)
Feuerwehrkommandant (hier als Leitender Hauptbrandmeister im Ehrenamt)
Feuerwehrkommandant (hier als Brandoberamtsrat mit Zulage; verbeamtet)